# Creatonotos affinis
Creatonotos affinis är en fjärilsart som beskrevs av Rothschild 1935. Creatonotos affinis ingår i släktet Creatonotos och familjen björnspinnare. Inga underarter finns listade i Catalogue of Life.